# Bauchi

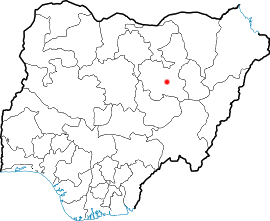
Bauchis läge i Nigeria

Bauchi är en stad i nordöstra Nigeria, cirka 230 km sydost om Kano. Staden har ungefär 707 000 invånare (2020), och är administrativ huvudort för delstaten Bauchi.
Bauchi är ett viktigt centrum för handel med jordnötter, bomull och andra jordbruksprodukter. Här vävs och färgas bomullstyg. Industrin omfattar produktion av asbest, köttkonserver och en av Nigerias första anläggningar för produktion av fordon. I staden finns ett universitet, grundat 1988, och flera andra högre lärosäten. Järnvägen går till Maiduguri och Kafanchan, och det finns vägförbindelse bland annat till Jos.
Staden grundades 1809 som huvudstad i emiratet Bauchi, och kom 1902 under brittiskt styre.